# 桃歌雪
桃歌 雪（ももか ゆき、9月10日 - ）は、宝塚歌劇団月組に所属する娘役。
和歌山県和歌山市、和歌山大学教育学部附属中学校出身。身長164cm。愛称は「もも」、「ゆき」。

## 来歴
2012年、宝塚音楽学校入学。
2014年、音楽学校卒業後、宝塚歌劇団に100期生として入団。入団時の成績は12番。月組公演「宝塚をどり／明日への指針／TAKARAZUKA 花詩集100!!」で初舞台。
2015年、組まわりを経て月組に配属。
2023年のショー「Deep Sea」で初のエトワールに抜擢。

## 主な舞台

### 初舞台
- 2014年3 - 6月、月組『宝塚をどり』『明日への指針 -センチュリー号の航海日誌-』『TAKARAZUKA 花詩集100!!』

### 組まわり
- 2014年8 - 11月、花組『エリザベート-愛と死の輪舞（ロンド）-』[2]

### 月組時代
- 2015年4 - 7月、『1789-バスティーユの恋人たち-』
- 2015年8 - 9月、『A-EN（エイエン） ARTHUR VERSION』（バウホール） - モーリーン
- 2015年11 - 2016年2月、『舞音-MANON-』 - ティコ／祭りの歌手、新人公演：水の精霊『GOLDEN JAZZ』
- 2016年6 - 9月、『NOBUNAGA〈信長〉-下天の夢-』 - 新人公演：さこの方（本役：真愛涼歌）『Forever LOVE!!』
- 2016年10月、『FALSTAFF』（バウホール） - 仮面の女
- 2016年10 - 11月、『Bow Singing Workshop〜月〜』（バウホール）
- 2017年1 - 3月、『グランドホテル』 - 新人公演：マダム・ピーピー（本役：夏月都）『カルーセル輪舞曲（ロンド）』
- 2017年5月、『長崎しぐれ坂』『カルーセル輪舞曲（ロンド）』（博多座）
- 2017年7 - 10月、『All for One』 - 新人公演：シモーヌ（本役：白雪さち花）
- 2017年12月、『Arkadia-アルカディア-』（バウホール） - ニナ
- 2018年2 - 5月、『カンパニー-努力（レッスン）、情熱（パッション）、そして仲間たち（カンパニー）-』 - 新人公演：バレエ団員（本役：白雪さち花）『BADDY（バッディ）-悪党（ヤツ）は月からやって来る-』 - グッディーズ
- 2018年6 - 7月、『THE LAST PARTY〜S.Fitzgerald's last day〜』（日本青年館・ドラマシティ） - YUKI／看護婦／記者（Ms.Misunderstanding）
- 2018年8 - 11月、『エリザベート-愛と死の輪舞（ロンド）-』 - 女官、新人公演：リヒテンシュタイン伯爵夫人（本役：晴音アキ）
- 2019年1月、『Anna Karenina（アンナ・カレーニナ）』（バウホール） - バザーロフ夫人
- 2019年3 - 6月、『夢現無双』 - 宮本村の少年／民衆、新人公演：お杉（本役：夏月都）『クルンテープ 天使の都』
- 2019年7 - 8月、『ON THE TOWN（オン・ザ・タウン）』（梅田芸術劇場） - ドローレス・ドローレス
- 2019年10 - 12月、『I AM FROM AUSTRIA-故郷（ふるさと）は甘き調（しら）べ-』 - ハイジ、新人公演：カミラ（本役：香咲蘭）
- 2020年2月、『赤と黒』（御園座） - ベルジュ夫人
- 2020年9 - 2021年1月、『WELCOME TO TAKARAZUKA-雪と月と花と-』『ピガール狂騒曲』
- 2021年2 - 3月、『ダル・レークの恋』（TBS赤坂ACTシアター・ドラマシティ）
- 2021年5 - 8月、『桜嵐記（おうらんき）』 - 南朝の女房、新人公演：阿野廉子（本役：楓ゆき）『Dream Chaser』
- 2021年10月、『LOVE AND ALL THAT JAZZ』（バウホール） - ジョセフィン／ケイト
- 2022年1 - 3月、『今夜、ロマンス劇場で』 - 青田茉莉子『FULL SWING!』
- 2022年5月、『Rain on Neptune』（舞浜アンフィシアター） - ルビー
- 2022年7 - 10月、『グレート・ギャツビー』 - ミニー
- 2022年11 - 12月、『ELPIDIO（エルピディイオ）』（KAAT神奈川芸術劇場・ドラマシティ） - アマンダ／ヒターナの女
- 2023年2 - 4月、『応天の門』 - 桃李『Deep Sea-海神たちのカルナバル-』 初エトワール[注釈 1][3]
- 2023年6月、『DEATH TAKES A HOLIDAY』（東急シアターオーブ） - ソフィア
- 2023年8 - 11月、『フリューゲル-君がくれた翼-』 - アンジー／代役：エミリア・ハインリッヒ（本役：白雪さち花）『万華鏡百景色（ばんかきょうひゃくげしき）』[注釈 2]
- 2024年1 - 2月、『Golden Dead Schiele』（バウホール） - マリー・シーレ
- 2024年3 - 7月、『Eternal Voice 消え残る想い』 - エミリー『Grande TAKARAZUKA 110!』
- 2024年8 - 9月、『琥珀色の雨にぬれて』 - ソフィー・ドゥ・ヴィルモラン侯爵夫人『Grande TAKARAZUKA 110!』（全国ツアー）
- 2024年11 - 2025年3月、『ゴールデン・リバティ』 - スミス『PHOENIX RISING（フェニックス・ライジング）』
- 2025年4 - 5月、『花の業平／PHOENIX RISING』（全国ツアー） - わらび
- 2025年7 - 11月、『GUYS AND DOLLS』 - アリソン エトワール

## 出演イベント
- 2014年4月、宝塚歌劇100周年 夢の祭典『時を奏でるスミレの花たち』[注釈 3]